# Arne Åhman
Arne Per Åhman (4. února 1925 Nordingrå – 5. července 2022 Umeå) byl švédský atlet, olympijský vítěz v trojskoku.
Jeho prvním významným úspěchem byla bronzová medaile v trojskoku na mistrovství Evropy v roce 1946. Na olympiádě v Londýně v roce 1948 ve finále v trojskoku dosáhl výkonu 15,40 m, což znamenalo nový švédský rekord a vítězství v soutěži. Na evropském šampionátu v Bruselu v roce 1950 v trojskoku obsadil páté místo. Povedl se mu však start v soutěži výškařů, kde získal stříbrnou medaili.